# Black Cascade
Black Cascade è il terzo album del gruppo musicale statunitense Wolves in the Throne Room, pubblicato nel 2009 dalla Southern Lord Records.

## Tracce
1. Wanderer Above the Sea of Fog – 10:33
2. Ahrimanic Trance – 14:05
3. Ex Cathedra – 10:58
4. Crystal Ammunition – 14:20

## Formazione
- Nathan Weaver - voce e chitarra
- Will Lindsay - chitarra, basso, voce
- Aaron Weaver - batteria, tastiera